# Elea Mariama Diarra
Elea Mariama Diarra (* 8. März 1990 in Lyon) ist eine französische Leichtathletin, die sich auf den 400-Meter-Lauf spezialisiert hat. Ihre größten internationalen Erfolge erzielte sie als Mitglied der französischen 4-mal-400-Meter-Staffel.

## Sportliche Laufbahn
2009 nahm Diarra an ihren ersten internationalen Meisterschaften, den Junioreneuropameisterschaften im serbischen Novi Sad teil. Dort gelangte sie über 400 Meter bis ins Halbfinale und gewann mit der französischen Staffel die Bronzemedaille. Bei den U23-Europameisterschaften in Ostrava gelangte sie erneut in das 400-Meter-Halbfinale und gewann mit der Staffel die Bronzemedaille hinter Russland und der Ukraine. Ihren bis dahin bedeutendsten internationalen Erfolg erzielte Diarra bei den Europameisterschaften 2012 in Helsinki, als sie die Silbermedaille in der Staffel gewann. Dabei war sie Teil der Stafette im Vorlauf.
2014 verhalf sie der französischen Staffel zum dritten Platz bei der Team-Europameisterschaft in Braunschweig, konnte sich aber kein Ticket für die Europameisterschaften in Zürich, bei denen die Französinnen die Goldmedaille in der Staffel gewannen, sichern. Ihr erster Titelgewinn bei einem internationalen Großereignis gelang ihr schließlich bei den Halleneuropameisterschaften 2015 in Prag. Die französische Staffel siegte mit Floria Gueï, Elea Mariama Diarra und Agnès Raharolahy und Marie Gayot als Schlussläuferin in einer Zeit von 3:31,61 min. Bei den IAAF World Relays auf den Bahamas wurde die französische Mannschaften Vierte und in der Sprintstaffel Sechste. Bei den Europameisterschaften 2016 in Amsterdam gewann sie mit der Staffel die Silbermedaille, konnte sich aber nicht für die Olympischen Spiele in Rio de Janeiro qualifizieren.

## Persönliche Bestzeiten
- 200 m: 23,45 s, 4. Juni 2017 in Vénissieux
- 400 m: 51,92 s, 16. Juli 2017 in Marseille